# یواس‌اس لوول (اس‌پی-۵۰۴)
یواس‌اس لوول (اس‌پی-۵۰۴) (به انگلیسی: USS Lowell (SP-504)) یک کشتی بود که طول آن ۱۱۹ فوت ۴ اینچ (۳۶٫۳۷ متر) بود. این کشتی در سال ۱۹۰۹ ساخته شد.